# Florida School for Boys
Die Florida School for Boys war eine von 1900 bis Juni 2011 bestehende Anstalt für schwer erziehbare Jugendliche („Reform School“) in Marianna, Florida. Bekannt wurde die Anstalt für schwere Misshandlungen der ihr anvertrauten Jugendlichen. Nach dem Bericht einer Untersuchungskommission aus dem Jahr 2010, die zu keinem eindeutigen Ergebnis kam, wurde die Institution ein Jahr später, offiziell aus ökonomischen Gründen geschlossen.

## Geschichte
1897 wurde im Staat Florida ein Gesetz erlassen, eine Anstalt für schwer erziehbare Jugendliche zu eröffnen. Am 1. Januar 1900 nahm die Schule als Florida State Reform School ihren Betrieb auf. Zweck der Schule sollte es sein, jugendliche Straftäter von älteren und gefährlicheren Komplizen zu trennen. Leitung und Zuständigkeit für die Schule wechselten mehrfach, zuletzt wurde die Institution ab 1994 durch das Florida Department of Juvenile Justice betrieben. Sie hieß von 1900 bis 1913 Florida State Reform School, von 1914 bis 1957 Florida Industrial School for Boys, von 1957 bis 1967 Florida School for Boys und schließlich Arthur G. Dozier School for Boys.
Anfangs wurden sowohl männliche, als auch weibliche Schüler eingewiesen. Die jüngsten Insassen waren sechs Jahre alt. Noch bis 1968 wurde eine Rassentrennung in der Anstalt vorgenommen. Die weißen Insassen wurden auf dem südlichen der beiden Campusse („South Side“ oder „Number 1“) zusammengefasst, die farbigen Insassen auf dem nördlichen Campus („North Side“ oder „Number 2“). Der nördliche Campus wurde zwischen 1990 und 1991 endgültig aufgegeben.

## Untersuchung der Todesfälle
Während des Bestehens der Schule starben hier nach offiziellen Schulunterlagen mehr als 100 Kinder, die auf dem Boot Hill-Friedhof beerdigt wurden. Ein Teil der verstorbenen Kinder kam bei einem Schulbrand im Jahr 1914 ums Leben und ein anderer Teil wurde Opfer der Grippeepidemie von 1918. Einige Kinder starben bei Unfällen, andere kamen bei Messerstechereien oder Kämpfen ums Leben.
Ehemalige Schüler in den 1950er und 1960er Jahren berichteten von sadistischen Bestrafungen mit zum Teil extremen Misshandlungen, die typischerweise im White House, einem kleinen Gebäude auf dem Schulgelände verabreicht wurden, formierten sich zu einer Interessengruppe White House Boys und forderten eine systematische Aufklärung über die Todesfälle in der Schule. Daraufhin wurde mit der systematischen Exhumierung der Gräber begonnen, mit dem Ziel, die jeweilige Todesursache festzustellen, soweit noch möglich und die anonym beerdigten sterblichen Überreste eventuellen Angehörigen zu übergeben.
Kritiker der Exhumierungsaktion wiesen darauf hin, dass das Gräberfeld keineswegs ein neu entdeckter Bestattungsort, sondern ein in die Gemeinde integrierter, regulärer, umzäunter und gepflegter, wenn auch anonymer Friedhof gewesen sei. Es sei auch bekannt, wer dort begraben sei. In früherer Zeit sei es nicht unüblich gewesen, dass Schulen ihre eigenen Friedhöfe unterhielten. Die Exhumierung der Gräber sei daher pietätlos. Die allermeisten Gräber stammten auch aus den Jahren vor 1940 und es seien seitdem wohl nur drei neue Gräber hinzugekommen.
Im April 2019 wurden 27 weitere mögliche Gräber auf dem Schulgelände entdeckt. Ehemalige Schüler halten bis zu 300 Gräber auf dem Schulgelände für möglich.

## Rezeption
Der US-amerikanische Schriftsteller Colson Whitehead ließ sich von den Ereignissen zu seinem preisgekrönten Roman The Nickel Boys (2019) inspirieren, der 2024 auch unter der Regie von RaMell Ross verfilmt wurde.